# Ugovor
Ugovor u smislu pravnog odnosa nastaje putem razmene saglasnih izjava volja lica kojih se tiče. Postupak usaglašavanja njihovih volja naziva se zaključivanje ili sklapanje ugovora a lica koja ga sklapaju označavaju se različitim nazivima - ugovorne strane, učesnici, partneri, ugovornici, stipulanti, kontrahenti.
Za nastanak svakog ugovora potrebno je da se steknu određeni opšti uslovi. Ti uslovi tiču se:
- poslovne sposobnosti ugovornika
- saglasnosti volja (vidi poseban članak Saglasnost volja kod ugovora)
- predmeta ugovora
- osnova ugovora
- forme (kod formalnih ugovora) (vidi poseban članak Forma ugovora)

## Pregled
Ugovori se široko koriste u privrednom pravu i čine pravni osnov za transakcije širom sveta. Uobičajeni primeri uključuju ugovore o prodaji usluga i robe (na veliko i na malo), ugovore o izgradnji, ugovore o prevozu, softverske licence, ugovore o radu, polise osiguranja, prodaju ili zakup zemljišta i razne druge namene.
Značaj ugovora u savremenom privrednom pravu doveo je do pojave polja teorije ugovora, ekspanzivnog korpusa pravne teorije koja se bavi normativnim i konceptualnim pitanjima u ugovornom pravu. Jedno od najvažnijih pitanja koja se postavlja u teoriji ugovora je zašto se ugovori primenjuju. Jedan istaknuti odgovor na ovo pitanje fokusira se na ekonomske koristi od sprovođenja ugovora. Drugi pristup, povezan sa Čarlsom Fridom, tvrdi da je svrha ugovornog prava da sprovodi obećanja. Ova teorija je razvijena u Fridovoj knjizi Ugovor kao obećanje. Drugi pristupi teoriji ugovora nalaze se u spisima pravnih realista i teoretičara kritičkih pravnih studija. Uopštenije, pisci su predlagali marksistička i feministička tumačenja ugovora. Učinjeni su pokušaji sveobuhvatnog razumevanja svrhe i prirode ugovora kao fenomena, posebno relacione teorije odnosa koju su prvobitno razvili Ijan Roderik Maknil i Stevart Makaulaj, nadovezujući se barem delimično na teoriju ugovora Lona L. Fulera. Pored toga, određene akademske koncepcije ugovora se fokusiraju na pitanja transakcionih troškova i teorije 'efikasnog kršenja'. Druga dimenzija teorijske rasprave u ugovoru je njeno mesto u okviru i odnos prema širem obligacionom pravu. Obaveze se tradicionalno dele na ugovore, koji se dobrovoljno preuzimaju i duguju određenom licu ili licima, i na deliktne obaveze koje se zasnivaju na protivpravnom nanošenju štete određenim zaštićenim interesima, prvenstveno nametnutim zakonom, a najčešće se duguju nekom širem sloju lica. Istraživanja u poslovanju i menadžmentu su takođe obratila pažnju na uticaj ugovora na razvoj odnosa i učinak.
Sa usponom interneta i odgovarajućom pojavom e-trgovine i elektronske trgovine hartijama od vrednosti, elektronski ugovori su postali istaknuti tokom prve dve decenije dvadeset prvog veka. Mnoge jurisdikcije su donele zakone o e-potpisu koji su elektronski ugovor i potpis učinili pravno validnim kao i papirni ugovor. U Singapuru, Zakon o elektronskim transakcijama (koji sprovodi Konvenciju Ujedinjenih nacija o upotrebi elektronskih komunikacija u međunarodnim ugovorima i UNCITRAL Model zakona o elektronskim prenosivim dokumentima) predviđa validnost elektronskih zapisa, potpisa i ugovora, uz dodatno propisivanje posebnih kriterijuma za elektronske prenosive zapise. U cilju promovisanja i pojednostavljenja korišćenja elektronskih ugovora i srodnih dokumenata, zakon predviđa široko priznanje elektronskih potpisa i izričito proglašava da elektronski dokumenti ispunjavaju sve zakonske uslove da ugovor ili drugi dokument budu „pisani“. Slično, treći deo novozelandskog Zakona o ugovorima i privrednom pravu iz 2017. kodifikuje odredbe koje se odnose na priznavanje elektronskih ugovora. U Indiji, elektronski ugovori su regulisani Indijskim zakonom o ugovorima (1872), prema kojem se moraju ispuniti određeni uslovi pri formulisanju važećeg kontakta, a Zakon o informacionim tehnologijama (2000) daje dalje specifične odredbe za validnost onlajn ugovora. U nekim američkim državama, razmene e-poštom su priznate kao obavezujući ugovori.
Nova kategorija elektronskih ugovora je pametni ugovor, koji se sastoji od kompjuterskog programa ili protokola transakcije koji je sposoban da automatski izvrši, kontroliše ili dokumentuje pravno relevantne događaje i radnje u skladu sa uslovima ugovora ili sporazuma. Ciljevi pametnih ugovora su smanjenje potrebe za pouzdanim posrednicima, troškovi arbitraže i izvršenja, gubici od prevara, kao i smanjenje zlonamernih i slučajnih izuzetaka. Brojne američke države su usvojile zakone kojima se izričito ovlašćuje korišćenje pametnih ugovora, kao što su Arizona, Nevada, Tenesi, Vajoming i Ajova.

## Poslovna sposobnost ugovornika
Lica koja sklapaju ugovor moraju imati odgovarajuću poslovnu sposobnost. Izvesne kategorije lica imaju potpunu poslovnu sposobnost, neke kategorije imaju ograničenu a neke su apsolutno lišene poslovne sposobnosti. Lica koja imaju potpunu poslovnu sposobnost mogu sklapati ugovore bez ikakvih ograničenja u tom pogledu.
Lica koja su apsolutno lišena poslovne sposobnosti ne mogu sklapati bilo kakve ugovore, jer nemaju pravno relevantnu volju. Umesto njih, to mogu činiti njihovi zakonski zastupnici (roditelji, odnosno staraoci).
Za maloletna lica mlađa od 14 godina važe posebna pravila. Maloletnici stariji od 14 godina i punoletna lica delimično lišena poslovne sposobnosti raspolažu ograničenom sposobnošću ugovaranja. Oni samostalno mogu sklapati jedino one ugovore čije im je sklapanje zakonom izričito dozvoljeno. Ostale ugovore mogu sklapati samo uz saglasnost svojih zakonskih zastupnika, a ugovori sklopljeni bez saglasnosti su nedovršeni (negotiorum claudicans), odnosno rušljivi. Oni mogu biti upotpunjeni naknadnim odobrenjem (ratihabicija). Saugovornik ograničeno poslovno sposobnog lica može pozvati njegovog zakonskog zastupnika da se izjasni da li ugovor odobrava. Ako se ovaj o tome ne izjasni u tom roku smatra se da je saglasnost uskratio.
Zakonski zastupnik ima pravo da zahteva i poništenje ugovora koji nije odobrio. Pravo na poništenje pripada i ograničeno poslovno sposobnom licu kada stekne potpunu poslovnu sposobnost, u roku od tri meseca od sticanja te sposobnosti.
S druge strane, saugovornik ograničeno poslovno sposobnog lica koji nije znao da je ono ograničeno sposobno, može odustati od tog ugovora. To pravo ima i saugovornik koji je znao za poslovnu nesposobnost, ali je bio prevaren da je bila data odgovarajuća saglasnost. Pravo na odustajanje gasi se u roku od trideset dana od dana saznanja za poslovnu nesposobnost, odnosno prevaru.

## Predmet ugovora
O predmetu ugovora, njegovom pojmu i postojanju uopšte vođene su duge teorijske rasprave. Ono što je najprihvatljivije imajući u vidu rešenje Zakona o obligacionim odnosima je da je predmet ugovora ujedno i predmet potraživanja koje ugovor rađa, dakle činidba (prestacija) koju jedna strana duguje drugoj. U prilog ovome govori član 46. stav 1 ZOO:
"Ugovorna obaveza može se sastojati u davanju, činjenju, nečinjenju ili trpljenju"
Predmet ugovora mora ispunjavati određene uslove:
- da bude određen ili odredljiv
- da je moguć
- da je dopušten

Određen/odrediv: ono što dužnik duguje trebalo bi biti određeno u pogledu vrste, količine, kvaliteta, mesta, vremena i načina izvršenja. No, dovoljno je da se stranke saglase o tzv. bitnim elementima ugovora, što zavisi u praksi od konkretnog ugovora koji se sklapa. Ostali elementi ugovora mogu se dopuniti preko dispozitivnih zakonskih odredbi, za koje se pretpostavlja da važe ukoliko stranke nisu drugačije odredile.
Predmet je odredljiv u slučaju kada ugovor sadrži podatke pomoću kojih se on može odrediti, ili kad su ugovornici ostavili trećem licu da ga odredi. Ako treće lice ne može ili neće da odredi predmet ugovor je ništav, jer ne može postojati bez predmeta.
Zahtev o određenosti ne poima se ipak kruto, već elastično. Ukoliko je identitet stvari koja je predmet ugovora nesporan među ugovornicama, njegovo pogrešno označavanje ne škodi postojanju ugovora (falsa demonstratio non nocet).
Moguć: ukoliko ispunjenje obaveze iz ugovora nije moguće ugovor je besmislen i bespredmetan. Ovde se pre svega misli na nemogućnost ispunjenja koja postoji u trenutku sklapanja ugovora, naknadna nemogućnost spada u drugu oblast regulisanja.
Nemogućnost se obično deli na objektivnu (činidba koju ne može da izvrši niko) i subjektivnu (dužnik u konkretnom slučaju nije u mogućnosti da ispuni činidbu), a može se dalje deliti i na fizičku i pravnu nemogućnost.
Objektivna nemogućnosti izaziva ništavost ugovora već u trenutku nastanka, a ukoliko je nemoguć samo deo ostatak ostaje na snazi. Naknadna mogućnost ne utiče na ništavost ugovora. Obaveza naknade štete poveriocu postoji u slučaju da je dužnika znao ili morao znati da je predmet ugovora nemoguć (tzv. culpa in contrahendo), a ne postoji ukoliko nije znao ili ukoliko je i poverilac znao za nju (culpacompensatio).
Subjektivna nemogućnost ne izaziva ništavost ugovora, jer je činidba nije apsolutno nemoguća. U ovom slučaju je naknada štete jedina opcija koja stoji na raspolaganju poveriocu.
Dopušten: predmet ugovora ne sme biti protivan prinudnim propisima, javnom poretku ili dobrim običajima. Zabranjeno je i ako se izvršenjem dopuštene radnje postiže zabranjeni cilj. Određeni ugovori izričito su navedeni kao zabranjeni jer se češće javljaju u praksi. Ugovori sa nedopuštenim predmetom jesu po pravilu ništavi, osim ako cilj prekršenog pravila upućuje na neku drugu sankciju ili ako zakon propisuje nešto drugo.

## Osnov ugovora
Osnov ugovora nije opšteprihvaćena kategorija u obligacionom pravu, ali je ZOO u skladu sa francuskom pravnom teorijom prihvatio postojanje ovog pojma.
Osnov ugovora, ili kako se još naziva osnov obavezivanja (lat. causa) je onaj razlog zbog kojeg neko nešto čini drugome, onaj uzrok činidbe jednog lica prema drugom. Razlog u konkretnom slučaju obično zavisi od vrste ugovora. Na primer, kod ugovora o prodaji razlog zašto jedna strana predaje stvar je želja da dobije novčanu naknadu od druge strane. Obaveza jedne strane čini osnov obaveze druge strane.
Od ovoga treba razlikovati motive strana u ugovoru, koji su zapravo posredni razlozi obavezivanja i imaju manji uticaj na punovažnost ugovora.
Osnov ugovora mora biti saglasan prinudnim propisima, javnom poretku ili dobrim običajima, a takođe mora biti i istinit tj. bez ikakvih zabluda o njemu.
Motiv može uticati na ništavost (ukoliko je nedozvoljen) ali to dosta zavisi od toga da li je ugovor teretan ili ne. Kod teretnih nedopušten motiv utiče na ništavost samo ukoliko obe strane znaju za njega. To nije slučaj kod dobročinih ugovora, gde znanje druge strane nije neophodno.

## Nastanak ugovora
Uslovi za nastanak:
- Izjave volja
- Saglasnost izjavljenih volja
- Predmet obaveze
- Osnov
- Ostali uslovi za zaključenje

Saglasnost izjavljenih volja (podudaranje) je neophodan uslov za zaključenje ugovora, ali ne mora biti dovoljan, potrebno je da je dozvoljen i moguć predmet, osnov i nekad ako je potrebna posebna forma.
Pregovori su priprema za stvaranje ugovora. To su sve radnje koje prethode postizanju saglasnosti volja. Kada se postigne saglasnost volja o bitnim elementima ugovora, možemo reći da je nastao ugovor. Pregovori ne obavezuju i svaka strana ih može raskinuti kad hoće, jedino će odgovarati (za štetu nastalu vođenjem pregovora) ona strana koja je vodila pregovore bez namjere da zaključi ugovor ili je imala namjeru pa odustala bez osnovanog razloga. Ugovor je zaključen onog časa kada ponudilac primi izjavu ponuđenog da prihvata ponudu.

## Ponuda
Ponuda jedne strane je konačni predlog, određenom licu sa namjerom zaključenja ugovora (animus contrahendi), koji sadrži sve bitne elemente ugovora tako da bi se njegovim prihvatanjem mogao zaključiti ugovor. Ako je za ugovor potrebna određena forma onda i ponuda mora biti u toj formi.
Objektivno bitni elementi ugovora su sadržani u zakonu, definisani su za pojedinačne vrste ugovora. Subjektivno bitni el. ugovora su oni koje jedna strana diže na nivo bitnih.
Sporedne tačke – ako ih ugovarači nisu sami utvrdili – može ih odrediti sud (vodeći računa o prethodnim pregovorima) Kod neimenovanih ugovora ako se mogu izdvojiti bitni uslovi primjeniće se ovo pravilo.
Ponuda se razlikuje od drugih izjava volje po svome dejstvu – jedino je ponuda podobna da prihvatanjem bude pretvorena u ugovor.
Ponude mogu biti opozive (do prihvatanja) i neopozive (obavezujuće).
Imperativne norme su previđene u zakonu i stranke ih ne mogu mijenjati za razliku od dispozitivnih normi koje su zakonska pravila koja stranke mogu izmjeniti i suprotno predvidjeti.

## Načini prihvatanja ponude
- neposredno
- posredno

Neposredno prihvatanje ponude je: izrečno, potpisivanjem pismena, opšteusvojenim znacima.
Posredno prihvatanje ponude se vrši konkludentnim radnjama.
Konkludentne radnje nisu neposredna izjava volje, ali se može posredno, sa sigurnošću, s obzirom na okolnosti, izvesti zaključak da lice njima izražava volju. Izrečna izjava volje oduzima značaj konkludentnim radnjama protest; rezerva; ograda
Po pravilu ćutanje ponuđenog nije znak prihvatanja. Izuzetak je predviđen u čl. 42. st. 3. |ZOO kad je ponuđeni u stalnoj poslovnoj vezi s ponudiocem u pogledu određene robe. Potrebno je da obje strane izjave volju. Takođe neodgovaranje nije znak prihvatanja (npr. Ako poslanu stvar ne vrati u određenom roku

## Napomene
1. ↑  Na primer, njujorški sudovi su 2016. godine smatrali da se principi ugovora o nepokretnostima podjednako primenjuju na elektronske komunikacije i elektronske potpise, sve dok „sadržaj i pretplata [ugovora] ispunjavaju sve zahteve važećeg statuta“ i u skladu sa Zakon o elektronskim potpisima i evidenciji (ESRA).[7][8]

## Literatura
- McKendrick, Ewan (2005). Contract Law - Text, Cases and Materials. Oxford University Press. ISBN 978-0-19-927480-2.
- P.S. Atiyah (1979). The Rise and Fall of Freedom of Contract. Clarendon Press. ISBN 978-0-19-825342-6.
- Barnett, Randy E. (2003). Contracts. Aspen Publishers. ISBN 978-0-7355-6525-8.